# Gouvernement Cospedal
 Castille-La Manche
Barreda II García-Page I
Le gouvernement Cospedal est le gouvernement de Castille-La Manche entre le 27 juin 2011 et le 6 juillet 2015, durant la VIIIe législature des Cortes de Castille-La Manche. Il est présidé par María Dolores de Cospedal.

## Composition

### Initiale
| Fonction                                                    | Titulaire | Titulaire                                                             | Parti  |
| ----------------------------------------------------------- | --------- | --------------------------------------------------------------------- | ------ |
| Présidente                                                  |           | María Dolores de Cospedal García                                      | PP-CLM |
| Conseiller à la Présidence et aux Administrations publiques |           | Jesús Labrador Encinas (jusqu'au 14/01/2012) Leandro Esteban Villamor | PP-CLM |
| Conseiller à l'Économie et aux Finances                     |           | Diego Valle Aguilar                                                   | PP-CLM |
| Conseiller à la Santé et aux Affaires sociales              |           | José Ignacio Echániz Salgado                                          | PP-CLM |
| Conseiller à l'Éducation, à la Culture et aux Sports        |           | Antonio Marcial Marín Hellín                                          | PP-CLM |
| Conseillère à l'Équipement                                  |           | Marta García de la Calzada                                            | PP-CLM |
| Conseillère à l'Agriculture                                 |           | María Luisa Soriano Martín                                            | PP-CLM |
| Conseiller à l'Emploi, porte-parole                         |           | Leandro Esteban Villamor                                              | PP-CLM |

### Remaniement du25 janvier 2012
- Les nouveaux conseillers sont indiqués en gras, ceux ayant changé d'attributions en italique.

| Fonction                                                    | Titulaire | Titulaire                        | Parti  |
| ----------------------------------------------------------- | --------- | -------------------------------- | ------ |
| Présidente                                                  |           | María Dolores de Cospedal García | PP-CLM |
| Conseiller à la Présidence et aux Administrations publiques |           | Leandro Esteban Villamor         | PP-CLM |
| Conseillère à l'Emploi et à l'Économie                      |           | Carmen Casero González           | PP-CLM |
| Conseiller à la Santé et aux Affaires sociales              |           | José Ignacio Echániz Salgado     | PP-CLM |
| Conseiller à l'Éducation, à la Culture et aux Sports        |           | Antonio Marcial Marín Hellín     | PP-CLM |
| Conseillère à l'Équipement                                  |           | Marta García de la Calzada       | PP-CLM |
| Conseillère à l'Agriculture                                 |           | María Luisa Soriano Martín       | PP-CLM |
| Conseiller aux Finances                                     |           | Arturo Romaní Sancho             | PP-CLM |